# Каденак-Гар
Кадена́к-Гар (фр. Capdenac-Gare, окс. Capdenac) — коммуна во Франции, находится в регионе Окситания. Департамент — Аверон. Административный центр кантона Каденак-Гар. Округ коммуны — Вильфранш-де-Руэрг.
Код INSEE коммуны — 12052.
Коммуна расположена приблизительно в 480 км к югу от Парижа, в 120 км северо-восточнее Тулузы, в 50 км к северо-западу от Родеза.

## Население
Население коммуны на 2008 год составляло 4553 человека.
| 1962 | 1968 | 1975 | 1982 | 1990 | 1999 | 2008 |
| ---- | ---- | ---- | ---- | ---- | ---- | ---- |
| 5520 | 5937 | 5840 | 5365 | 4818 | 4587 | 4553 |

## Экономика
В 2007 году среди 2631 человека в трудоспособном возрасте (15—64 лет) 1879 были экономически активными, 752 — неактивными (показатель активности — 71,4 %, в 1999 году было 67,5 %). Из 1879 активных работали 1693 человека (887 мужчин и 806 женщин), безработных было 186 (88 мужчин и 98 женщин). Среди 752 неактивных 153 человека были учениками или студентами, 341 — пенсионерами, 258 были неактивными по другим причинам.

## Достопримечательности
- Замок Сен-Жюльен (1762 год). Памятник истории с 1977 года[3]

## Фотогалерея

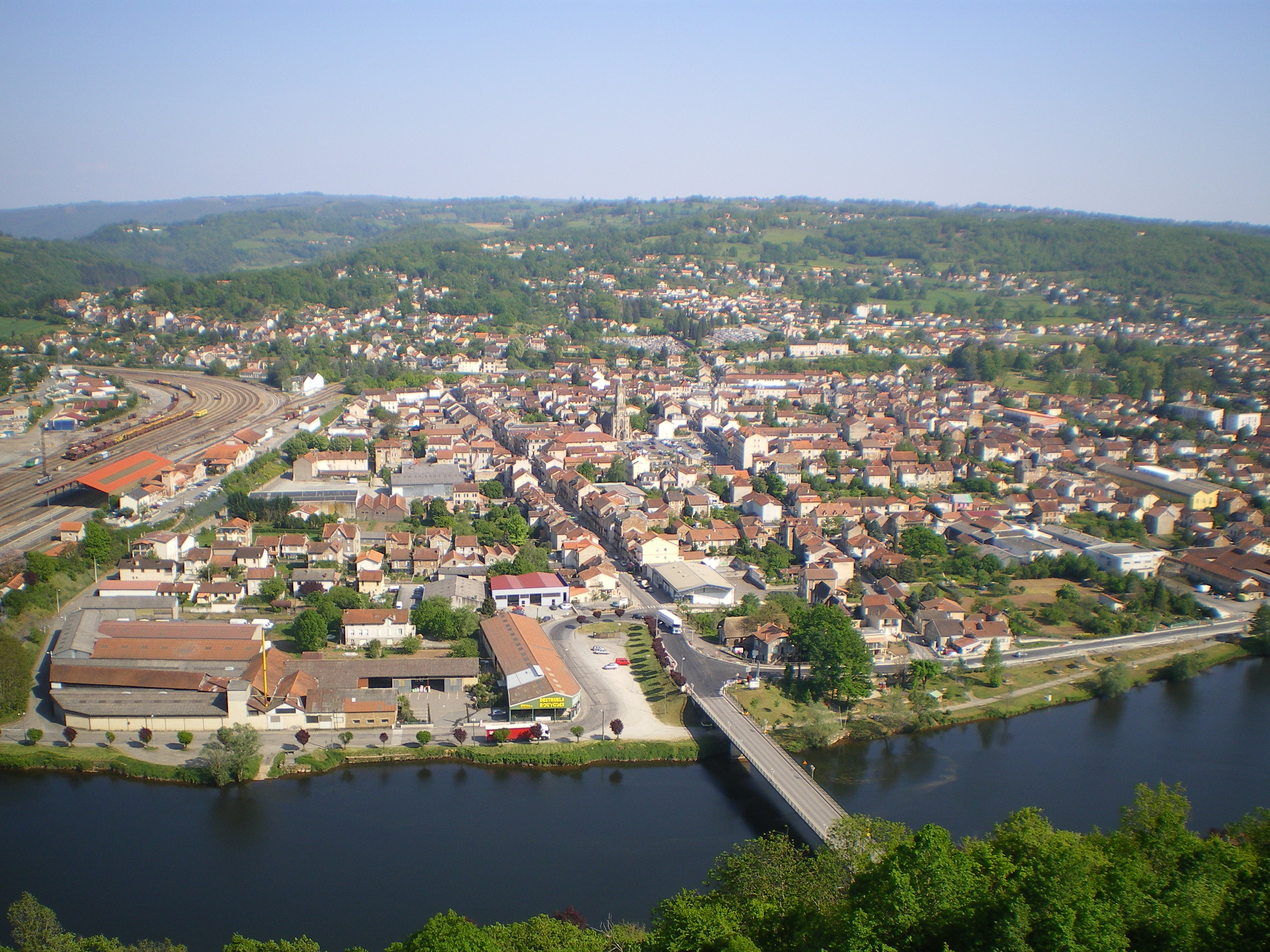
Каденак-Гар
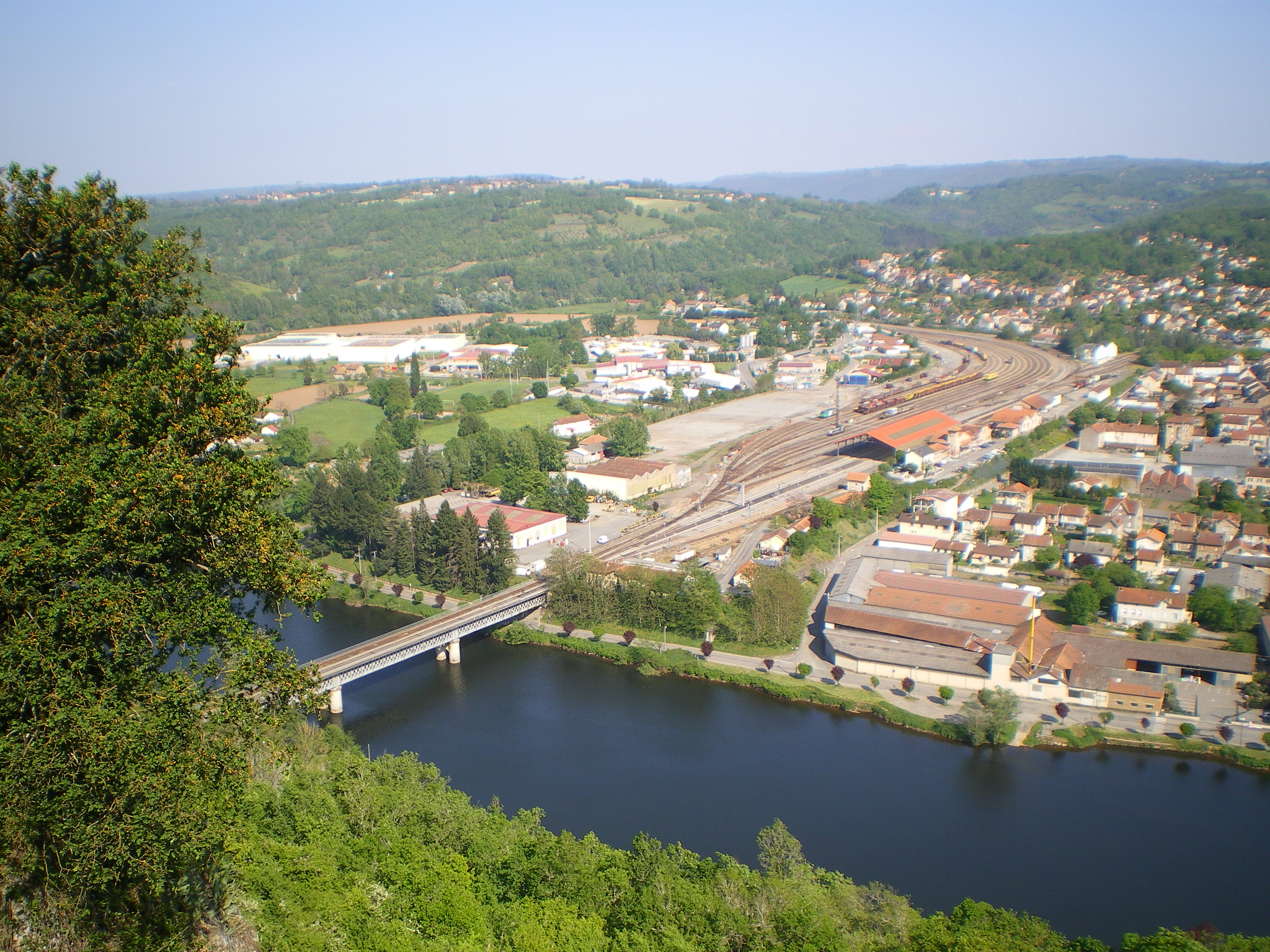
Каденак-Гар
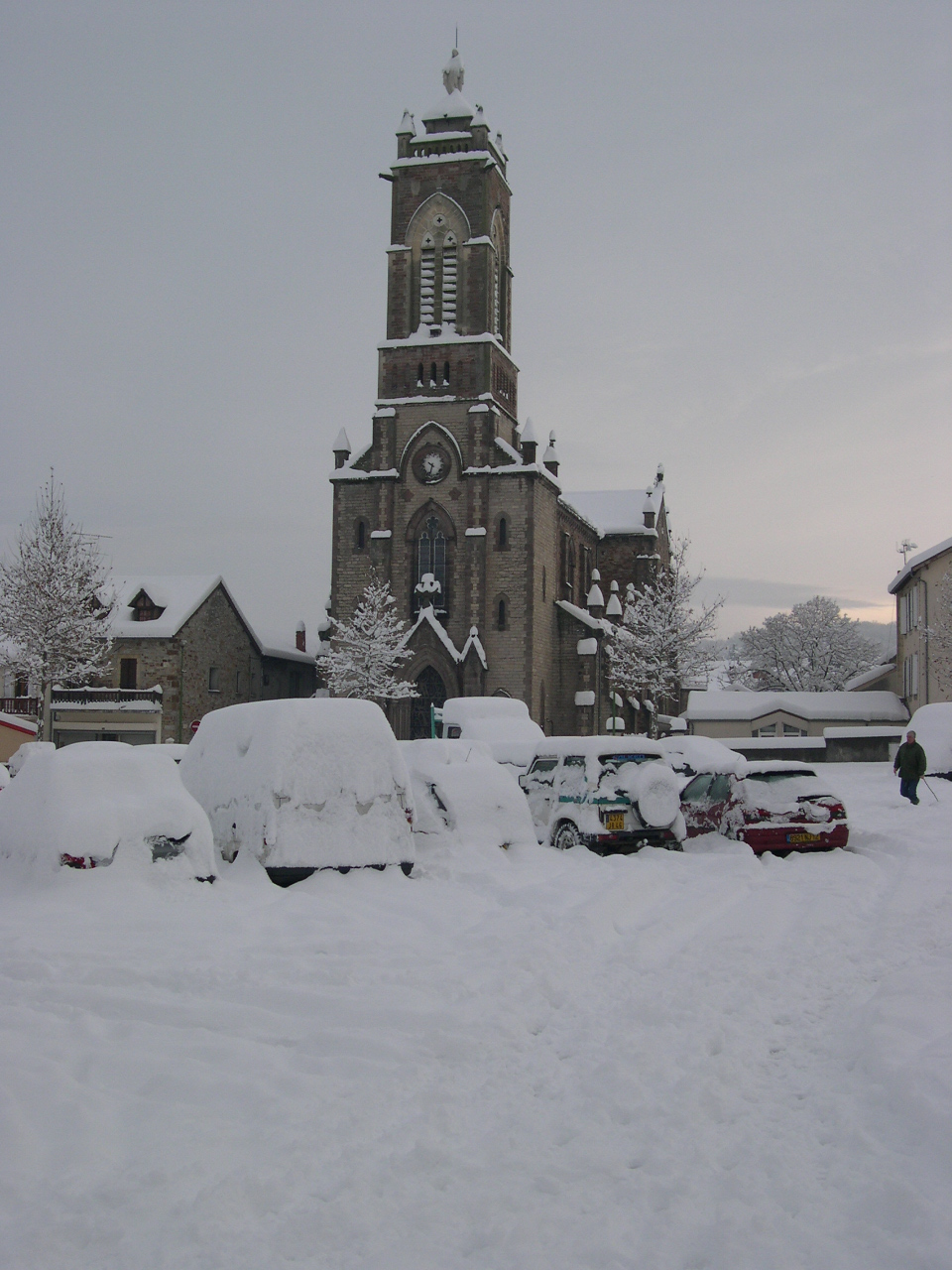
Церковь Нотр-Дам
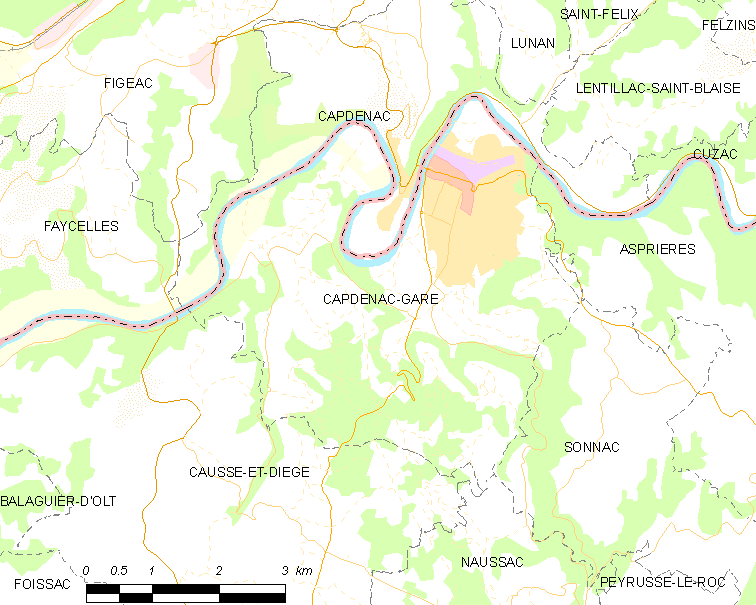
Карта коммуны